# 江心洲街道
江心洲街道（こうしんしゅうがいどう）は、南京市建鄴区の街道。現行行政地名は江心洲街道永定社区、江心洲街道洲泰社区などの社区7個がある。

## 行政区画
7社区を管轄する。

## 施設
・介護施設：
・図書館：

### 交通
・地下鉄の駅：

### 教育
・大学：
・中学：
・小学：

### 医療
・病院：

### 娯楽
・体育館：